# Stade de Lusail
Le stade du Lusail (en arabe : استاد لوسيل), parfois appelé stade emblématique de Lusail, est un stade de football situé dans la ville de Lusail au Qatar. Inauguré le 22 novembre 2021, il a accueilli la finale de la coupe du monde de football 2022, opposant l'Argentine à la France.

## Construction
La construction du stade, qui a commencé le 11 avril 2017, a été confiée à la China Railway Construction Corporation (CRCC), une des plus grandes entreprises de travaux publics chinois. L'emplacement du stade actuel n'est pas celui qui était prévu initialement.
Le comité suprême a aussi construit des appartements pour les 3 500 ouvriers du chantier avec un supermarché, un coiffeur, des terrains de sport, des restaurants, une mosquée et des crèches coraniques dans la résidence temporaire des ouvriers.
En octobre 2022, le journal The Times révèle que l'entreprise CRCC qui a construit le stade de Lusail a également travaillé sur la construction d'une prison servant à la détention massive des Ouïghours en Chine.

## Matchs de compétitions internationales
Coupe du monde de football 2022
| Date             | Tour               | Équipe 1        | Score         | Équipe 2        | Spectateurs |
| ---------------- | ------------------ | --------------- | ------------- | --------------- | ----------- |
| 22 novembre 2022 | Groupe C           | Argentine       | 1 - 2         | Arabie saoudite | 88 012      |
| 24 novembre 2022 | Groupe G           | Brésil          | 2 - 0         | Serbie          | 88 103      |
| 26 novembre 2022 | Groupe C           | Argentine       | 2 - 0         | Mexique         | 88 966      |
| 28 novembre 2022 | Groupe H           | Portugal        | 2 - 0         | Uruguay         | 88 668      |
| 30 novembre 2022 | Groupe C           | Arabie saoudite | 1 - 2         | Mexique         | 84 985      |
| 2 décembre 2022  | Groupe G           | Cameroun        | 1 - 0         | Brésil          | 85 986      |
| 6 décembre 2022  | Huitième de finale | Portugal        | 6 - 1         | Suisse          | 83 268      |
| 9 décembre 2022  | Quart de finale    | Pays-Bas        | 2 - 2 (3 - 4) | Argentine       | 88 235      |
| 13 décembre 2022 | Demi-finale        | Argentine       | 3 - 0         | Croatie         | 88 966      |
| 18 décembre 2022 | Finale             | Argentine       | 3 - 3 (4 - 2) | France          | 88 966      |

## Événements
- Coupe du monde de football 2022
- Finale de la Coupe du monde de football 2022
- Finale de la Coupe intercontinentale de la FIFA 2024